# 十堰站
十堰站位于中华人民共和国湖北省十堰市茅箭区文昌路，是襄渝铁路的一个铁路车站，建于1970年。现办理客货运业务，车站及其上下行区间均为电气化区段。车站距离襄阳站166千米。隶属中国铁路武汉局集团十堰车务段，为一等站。

## 历史
十堰站于1971年开工建设，1974年竣工，1976年10月1日起投入使用。当时车站站房为二层砖混结构，面积6150平方米，为三等站中间站。其中候车室面积957平方米，可容纳1500多名旅客。
1989年，十堰站升为二等站。1999年6月，十堰站开始了站房重建工程。使用将近20余年的老站房拆除，同时建设新站房。新站房于2003年9月投入使用。
2005年，车站上下行实现复线化；2009年，车站再次迎来改造：改建工程包括对站场设施的改造以适应襄渝既有线动车的开行，同时新建设行包通道。
车站在建成之初由六里坪车务段管辖，1990年1月1日成立一等十堰直属站，直属于当时的襄樊铁路分局；2001年5月22日，十堰直属站整体并入十堰车务段。
车站于2014年开始大规模改造，新建北站房并改造既有站场。2019年1月31日，十堰站新建北站房正式啟用。站台改造则于当年10月20日投用。
在湖北省2019冠状病毒病疫情事件中，车站于2020年1月26日20:00起关闭客运业务，3月25日恢复。
2020年下半年，十堰地方政府对南广场公交站进行了改造工程。

## 车站结构

### 站房
十堰站北站房于2019年2月启用，为地下站房。北站房有地面、地下一层、地下二层共三层，其中地面为北广场；地下一层为售票大厅和候车大厅，设有4个候车区，与车站各站台通过进站天桥连接。地下二层为出站口和公交车站。
十堰站南站房于2003年投入使用，面积15760平方米，楼高27米，目前仅用作出站。站房以“展翅翱翔”为寓意，通过“W”形状的外立面设计，既是欢迎的英文Welcome首字母的体现，又寓意十堰的发展日新月异。南站房售票处位于站房东翼，设有13台自助售票机和8个售票窗口。进站口位于站房中部，十堰站设有两个候车室：第一候车室位于站房一层、第二候车室位于站房二层；此外还设有一个软席候车室。
- 南站房进站大厅
- 南站房进站大厅俯瞰
- 南站房第二候车室
- 站台侧南站房

### 站场
十堰火车站设正线2条，到发线7股（含4条旅客列车到发线），东风汽车公司专用线1股。车站设有3座站台，包括2座侧式站台和1座岛式站台，编号1-4。车站货场设有通往安捷仓储的专用线。
| 北站房     | 售票处、候车室、进出站、公交站      |
| 货车到发线 | 襄渝铁路 列车                       |
| 侧式站台   |                                     |
| 4站台      | 襄渝铁路 列车                       |
| 3站台      | 襄渝铁路 列车往襄阳站方向（白浪）   |
| 岛式站台   |                                     |
| 2站台      | 襄渝铁路 列车                       |
| 正线       | 襄渝铁路上行列车通过线              |
| 正线       | 襄渝铁路下行列车通过线              |
| 1站台      | 襄渝铁路 列车往重庆北站方向（花果） |
| 侧式站台   |                                     |
| 南站房     | 出站口、南公交站                    |